# Mielniki (Manasterz)
Mielniki – przysiółek wsi Manasterz w Polsce położona w województwie podkarpackim, w powiecie jarosławskim, w gminie Wiązownica, w sołectwie Manasterz.
W latach 1975–1998 miejscowość położona była w województwie przemyskim.
Mielniki są położone w pobliżu Lubaczówki, przy lasach Radawskich i obejmują 11 domów. 